# All-Star Game de la NBA 2011
El All-Star Game de la NBA de 2011 se disputó en la ciudad de Los Ángeles (California) el 20 de febrero de 2011, en el pabellón Staples Center, sede de los equipos de Los Angeles Lakers y Los Angeles Clippers. Fue la 60.ª edición del All-Star Game.

## All-Star Game

### Entrenadores
Los entrenadores del All-Star Game son los entrenadores de los equipos que mejor porcentaje de victorias consigan hasta el 6 de febrero, dos semanas antes del acontecimiento. Sin embargo, una regla de la NBA prohíbe que un entrenador sea elegido dos años consecutivos. Por eso, ni George Karl ni Stan Van Gundy, que fueron los entrenadores en el All-Star del 2010, podrían haber sido elegidos.
El entrenador de la Conferencia Oeste es el entrenador de los San Antonio Spurs Gregg Popovich. Esta es la segunda ocasión en la que es elegido, la anterior fue en 2005. El entrenador de la Conferencia Este es el entrenador de los Boston Celtics Doc Rivers, siendo también su segunda aparición en un banquillo de un All-Star, después de la de 2008.

### Jugadores
Las plantillas para el All-Star Game se eligen de dos maneras. Por un lado los quintetos iniciales son elegidos mediante una votación popular, que selecciona 2 bases, dos aleros y un pívot por conferencia. Los reservas son elegidos por los entrenadores de cada una de las conferencias, sin que puedan votar por sus propios jugadores. Estos deben de elegir dos bases, dos aleros, un pívot y otros dos jugadores más sin importar su posición. Si un jugador no puede participar por lesión, como ha sido el caso en este año con Yao Ming, será el comisionado el que elegirá su sustituto.
| Pos.                                    | Jugador           | Equipo          | N.º de All-Stars | Votos totales |
| 5 inicial                               | 5 inicial         | 5 inicial       | 5 inicial        | 5 inicial     |
| --------------------------------------- | ----------------- | --------------- | ---------------- | ------------- |
| B                                       | Derrick Rose      | Chicago Bulls   | 2º               | 1,914,996     |
| ES                                      | Dwyane Wade       | Miami Heat      | 7º               | 2,048,175     |
| AL                                      | LeBron James      | Miami Heat      | 7º               | 2,053,011     |
| AP                                      | Amar'e Stoudemire | New York Knicks | 6º               | 1,674,995     |
| P                                       | Dwight Howard     | Orlando Magic   | 5º               | 2,099,204     |
| Reservas                                |                   |                 |                  |               |
| ES                                      | Ray Allen         | Boston Celtics  | 10º              | —             |
| AP                                      | Chris Bosh        | Miami Heat      | 6º               | —             |
| AP                                      | Kevin Garnett     | Boston Celtics  | 14º              | —             |
| P                                       | Al Horford        | Atlanta Hawks   | 2º               | —             |
| ES                                      | Joe Johnson       | Atlanta Hawks   | 5º               | —             |
| AL                                      | Paul Pierce       | Boston Celtics  | 9º               | —             |
| B                                       | Rajon Rondo       | Boston Celtics  | 2º               | —             |
| Entrenador: Doc Rivers (Boston Celtics) |                   |                 |                  |               |

| Pos.                                           | Jugador           | Equipo                 | N.º de All-Stars | Votos totales |
| 5 inicial                                      | 5 inicial         | 5 inicial              | 5 inicial        | 5 inicial     |
| ---------------------------------------------- | ----------------- | ---------------------- | ---------------- | ------------- |
| B                                              | Chris Paul        | New Orleans Hornets    | 4º               | 1,281,591     |
| ES                                             | Kobe Bryant       | Los Angeles Lakers     | 13º              | 2,380,016     |
| AL                                             | Kevin Durant      | Oklahoma City Thunder  | 2º               | 1,736,728     |
| AL                                             | Carmelo Anthony   | Denver Nuggets         | 4º               | 1,299,849     |
| P                                              | Yao Ming          | Houston Rockets        | 8º               | 1,146,426     |
| Reservas                                       |                   |                        |                  |               |
| AP                                             | Tim Duncan        | San Antonio Spurs      | 13º              | —             |
| AP                                             | Pau Gasol         | Los Angeles Lakers     | 4º               | —             |
| ES                                             | Manu Ginóbili     | San Antonio Spurs      | 2º               | —             |
| AP                                             | Blake Griffin     | Los Angeles Clippers   | 1º               | —             |
| AP                                             | Kevin Love        | Minnesota Timberwolves | 1º               | —             |
| AP                                             | Dirk Nowitzki     | Dallas Mavericks       | 10º              | —             |
| B                                              | Russell Westbrook | Oklahoma City Thunder  | 1º               | —             |
| B                                              | Deron Williams    | Utah Jazz              | 2º               | —             |
| Entrenador: Gregg Popovich (San Antonio Spurs) |                   |                        |                  |               |

Notas
1. ↑  Yao Ming no participó debido a una lesión.
2. ↑  Tim Duncan sustituyo a Yao Ming en el quinteto titular por lesión. Elección personal de Gregg Popovich como entrenador del Oeste.
3. ↑  El comisionado David Stern eligió a Kevin Love para sustituir a Ming en el partido de las estrellas.

| 20 de febrero | West                                                                    | 148–143                            | East                                                                            | |  |
| 8:00 p. m. ET | Marcador por tiempos: 76–64, 72–79                                      | Marcador por tiempos: 76–64, 72–79 | Marcador por tiempos: 76–64, 72–79                                              | |  |
|               | Estadísticas Kobe Bryant 37 Kobe Bryant 14 Chris Paul, Deron Williams 7 | Estadísticas Pts Reb Asts          | Estadísticas LeBron James, Amar'e Stoudemire 29 LeBron James 12 LeBron James 10 | Pabellón: Staples Center, Los Ángeles, California Asistencia: 17.163 espectadores Árbitros: - #53 Mark Lindsay - #74 Curtis Blair - #45 Brian Forte Televisión: TNT |  |

## All-Star Weekend

### Rookie Challenge
| B                                                         | Eric Bledsoe     | Los Angeles Clippers   |
| P                                                         | DeMarcus Cousins | Sacramento Kings       |
| AP                                                        | Derrick Favors   | New Jersey Nets        |
| B                                                         | Landry Fields    | New York Knicks        |
| AP                                                        | Blake Griffin    | Los Angeles Clippers   |
| A                                                         | Wesley Johnson   | Minnesota Timberwolves |
| AP                                                        | Greg Monroe      | Detroit Pistons        |
| B                                                         | Gary Neal        | San Antonio Spurs      |
| B                                                         | John Wall        | Washington Wizards     |
| Entrenador: Mike Budenholzer (San Antonio Spurs)          |                  |                        |
| Entrenador asistente: Amar'e Stoudemire (New York Knicks) |                  |                        |
| Entrenador asistente: Kevin McHale                        |                  |                        |

| AP                                                     | DeJuan Blair     | San Antonio Spurs      |
| B                                                      | Stephen Curry    | Golden State Warriors  |
| B                                                      | Tyreke Evans     | Sacramento Kings       |
| B                                                      | DeMar DeRozan    | Toronto Raptors        |
| AP                                                     | Taj Gibson       | Chicago Bulls          |
| B                                                      | Jrue Holiday     | Philadelphia 76ers     |
| AP                                                     | Serge Ibaka      | Oklahoma City Thunder  |
| B                                                      | Brandon Jennings | Milwaukee Bucks        |
| B                                                      | Wesley Matthews  | Portland Trail Blazers |
| Entrenador: Lawrence Frank (Boston Celtics)            |                  |                        |
| Entrenador asistente: Carmelo Anthony (Denver Nuggets) |                  |                        |
| Entrenador asistente: Steve Kerr                       |                  |                        |

| 18 de febrero | Rookies                                                           | 148–140                            | Sophomores                                                   | |  |
| 9:00 p. m. ET | Marcador por tiempos: 71–69, 77–71                                | Marcador por tiempos: 71–69, 77–71 | Marcador por tiempos: 71–69, 77–71                           | |  |
|               | Estadísticas DeMarcus Cousins 33 DeMarcus Cousins 14 John Wall 22 | Boxscore Pts Reb Asts              | Estadísticas James Harden 30 DeJuan Blair 15 Stephen Curry 8 | Pabellón: Staples Center, Los Ángeles, California Asistencia: 17,163 espectadores Árbitros: - #53 Mark Lindsay - #74 Curtis Blair - #45 Brian Forte Televisión: TNT |  |

### Concurso de Mates

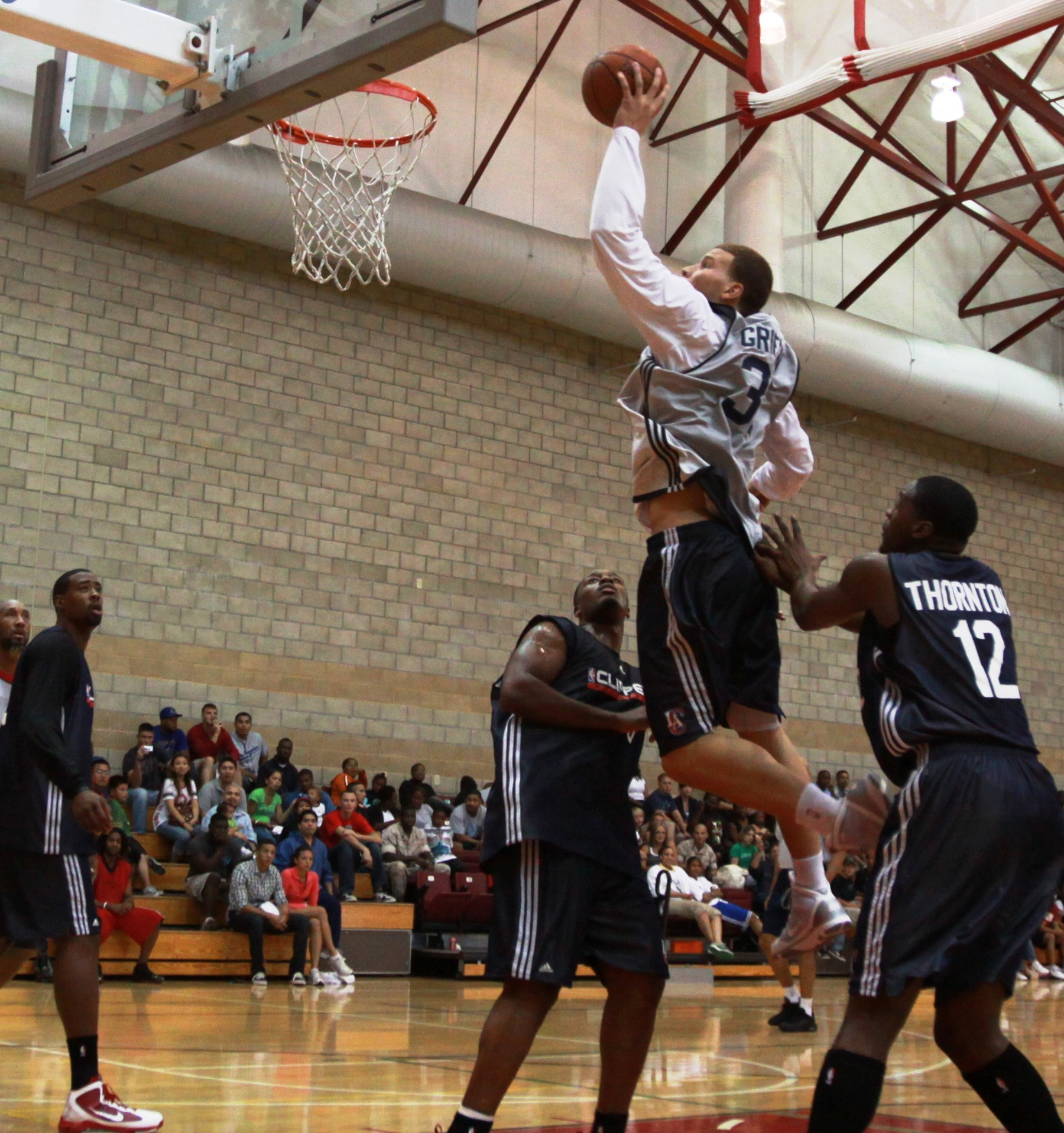
Blake Griffin, campeón del Concurso de mates de 2011.

El 5 de enero de 2011, fueron anunciados los cuatro participantes en el concurso de mates. Blake Griffin, JaVale McGee, Serge Ibaka y Brandon Jennings fueron elegidos para participar. El 20 de enero, se anunció que DeMar DeRozan sustituiría a Jennings, debido a su lesión en el pie. En esta edición, los participantes también dispusieron de un entrenador de mates. Griffin fue apadrinado por Kenny Smith, McGee fue asesorado pot Chris Webber. Ibaka por su compañero de equipo Kevin Durant, mientras que DeRozan se asoció con Darryl Dawkins.
| Pos. | Jugador          | Equipo                | Altura | Peso | Primera ronda | Primera ronda | Primera ronda | Ronda final |
| Pos. | Jugador          | Equipo                | Altura | Peso | 1.er Mate     | 2.º Mate      | Total         | Votos       |
| ---- | ---------------- | --------------------- | ------ | ---- | ------------- | ------------- | ------------- | ----------- |
| AP   | Blake Griffin    | Los Angeles Clippers  | 2.08   | 113  | 49            | 46            | 95            | 68%         |
| P    | JaVale McGee     | Washington Wizards    | 2.13   | 107  | 50            | 49            | 99            | 32%         |
| AP   | Serge Ibaka      | Oklahoma City Thunder | 2.08   | 100  | 45            | 45            | 90            | -           |
| B    | DeMar DeRozan    | Toronto Raptors       | 2.01   | 100  | 44            | 50            | 94            | -           |
| B    | Brandon Jennings | Milwaukee Bucks       | 1.85   | 77   | —             | —             | —             | —           |

Notas
1. ↑  No pudo participar debido a una lesión en el pie. DeMar DeRozan fue nombrado en sustitución de Brandon Jennings.

### Concurso de Triples

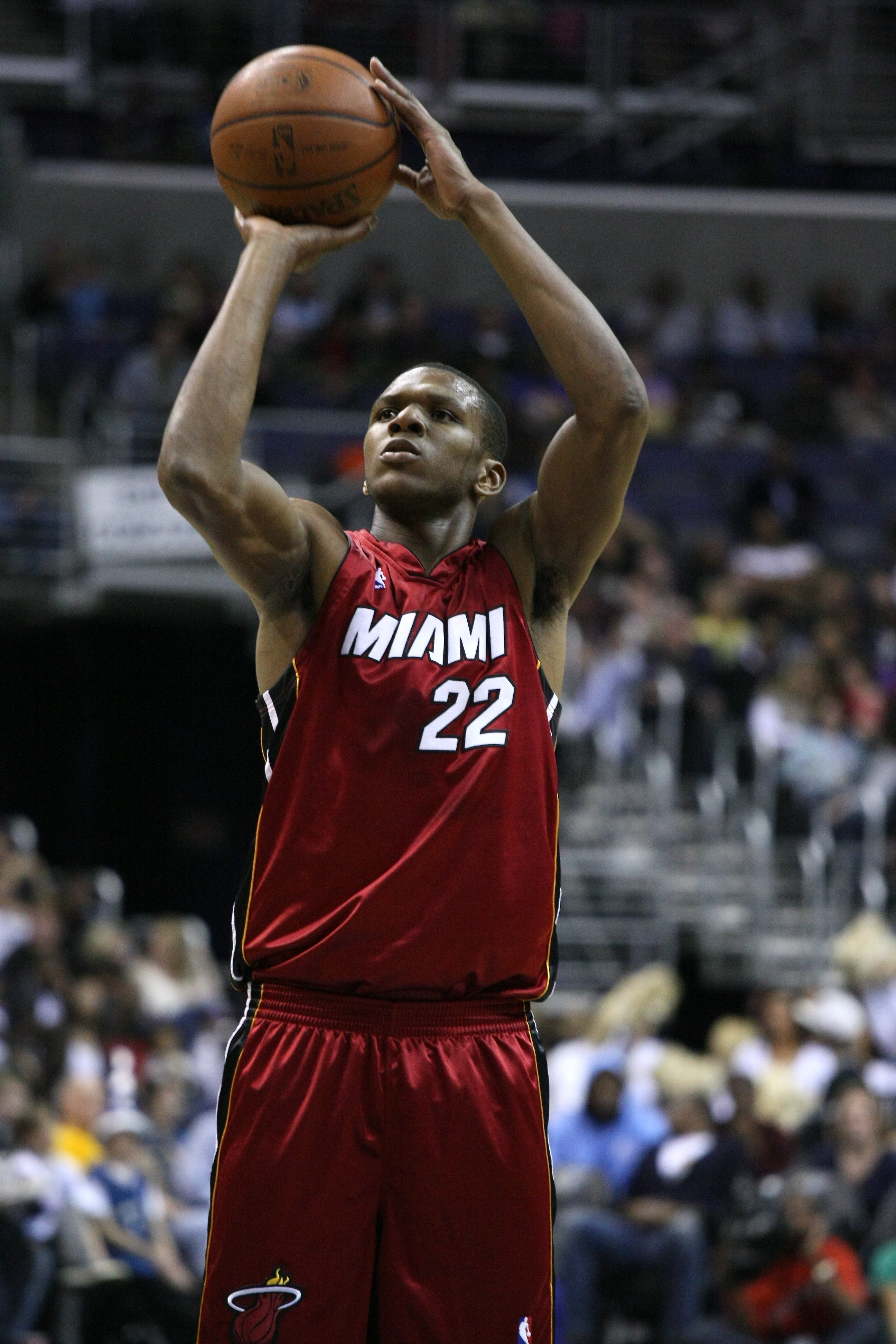
James Jones, ganador del Concurso de Triples.

| Pos. | Jugador       | Equipo                | Altura | Peso | 1.ª ronda | Ronda final |
| ---- | ------------- | --------------------- | ------ | ---- | --------- | ----------- |
| A    | James Jones   | Miami Heat            | 2.03   | 98   | 16        | 20          |
| A    | Paul Pierce   | Boston Celtics        | 2.01   | 106  | 12        | 18          |
| B    | Ray Allen     | Boston Celtics        | 1.96   | 93   | 20        | 15          |
| A    | Dorell Wright | Golden State Warriors | 2.06   | 95   | 11        | -           |
| B    | Daniel Gibson | Cleveland Cavaliers   | 1.88   | 90   | 7         | -           |
| A    | Kevin Durant  | Oklahoma City Thunder | 2.06   | 98   | 6         | -           |

### Skills Challenge

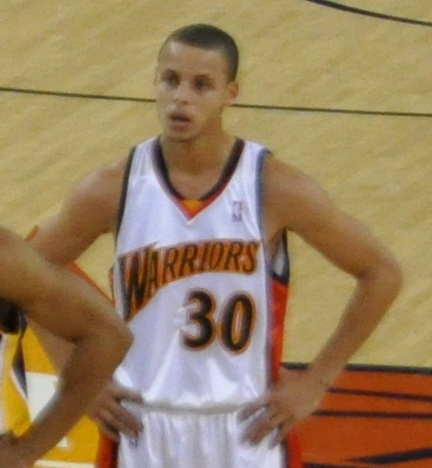
Stephen Curry, ganador del Skills Challenge.

| Pos. | Jugador           | Equipo                | Altura | Peso | 1.ª ronda | Ronda final |
| ---- | ----------------- | --------------------- | ------ | ---- | --------- | ----------- |
| B    | Stephen Curry     | Golden State Warriors | 1.91   | 84   | 34,1      | 28,2        |
| B    | Russell Westbrook | Oklahoma City Thunder | 1.91   | 87   | 30,0      | 44,2        |
| B    | Derrick Rose      | Chicago Bulls         | 1.91   | 86   | 35,7      | -           |
| B    | John Wall         | Washington Wizards    | 1.93   | 89   | 39,3      | -           |
| B    | Chris Paul        | New Orleans Hornets   | 1.83   | 77   | 42,7      | -           |

### Shooting Stars
| Ciudad      | Miembros             | Equipo                        | 1.ª ronda | Ronda final |
| ----------- | -------------------- | ----------------------------- | --------- | ----------- |
| Atlanta     | Al Horford           | Atlanta Hawks                 | 47,6      | 1,10        |
| Atlanta     | Coco Miller          | Atlanta Dream                 | 47,6      | 1,10        |
| Atlanta     | Steve Smith          | Atlanta Hawks (retirado)      | 47,6      | 1,10        |
| Texas       | Dirk Nowitzki        | Dallas Mavericks              | 31,8      | 1,20        |
| Texas       | Roneeka Hodges       | San Antonio Silver Stars      | 31,8      | 1,20        |
| Texas       | Kenny Smith          | Houston Rockets (retirado)    | 31,8      | 1,20        |
| Los Ángeles | Pau Gasol            | Los Angeles Lakers            | 55,8      | -           |
| Los Ángeles | Tina Thompson        | Los Angeles Sparks            | 55,8      | -           |
| Los Ángeles | Rick Fox             | Los Angeles Lakers (retirado) | 55,8      | -           |
| Chicago     | Taj Gibson           | Chicago Bulls                 | 1,06      | -           |
| Chicago     | Catherine Kraayeveld | Chicago Sky                   | 1,06      | -           |
| Chicago     | Steve Kerr           | Chicago Bulls (retirado)      | 1,06      | -           |

### BBVA Celebrity All-Star Game
En la jornada del viernes se celebró el All-Star de los Famosos, patrocinado por el BBVA, en el que dos equipos compuestos por actores, cantantes y gente de la televisión, además de exjugadores profesionales se enfrentaron defendiendo los colores del Este y el Oeste. La victoria fue para el Este por 54-49, siendo elegido MVP el cantante canadiense Justin Bieber, que anotó 8 puntos.
| Jugador        | Estatura        | Ocupación           |
| -------------- | --------------- | ------------------- |
| Justin Bieber  | 1,65 m (5′ 5″)  | cantante            |
| Rob Kardashian | 1,78 m (5′ 10″) | modelo              |
| Zach Levi      | 1,94 m (6′ 4″)  | actor/cantante      |
| Romeo Miller   | 1,78 m (5′ 10″) | actor               |
| Trey Songz     | 1,81 m (5′ 11″) | cantante            |
| Jalen Rose     | 2,03 m (6′ 8″)  | exjugador de la NBA |
| A.C. Green     | 2,06 m (6′ 9″)  | exjugador de la NBA |
| Rick Fox       | 2,01 m (6′ 7″)  | exjugador de la NBA |

| Jugador          | Estatura       | Ocupación           |
| ---------------- | -------------- | ------------------- |
| Common           | 1,85 m (6′ 1″) | cantante            |
| Nick Cannon      | 1,82 m (6′ 0″) | actor/cantante      |
| Scottie Pippen   | 2,03 m (6′ 8″) | exjugador de la NBA |
| Michael Rapaport | 1,93 m (6′ 4″) | actor               |
| Jason Sudeikis   | 1,85 m (6′ 1″) | actor               |
| Chris Mullin     | 2,00 m (6′ 7″) | exjugador de la NBA |
| Mitch Richmond   | 1,96 m (6′ 5″) | exjugador de la NBA |
| Tamika Catchings | 1,88 m (6′ 2″) | jugadora de la WNBA |